# Mārtiņš Bots
Mārtiņš Bots, född 12 maj 1999, är en lettisk rodelåkare.

## Karriär
Vid VM 2025 i Whistler tog Bots silver tillsammans med Roberts Plūme i dubbel.